# Jentry Chau vs. The Underworld
Jentry Chau vs. The Underworld ist eine am 5. Dezember 2024 auf Netflix erschienene US-amerikanische Zeichentrickserie.

## Inhalt
Jentry Chau ist ein chinesisch-amerikanisches Teenager-Mädchen, welches aus Seoul zurück in ihre ruhige Heimatstadt in Texas zieht und entdeckt, dass in ihr mystische Kräfte schlummern und übernatürliche Wesen aus der Unterwelt sie bedrohen. Begleitet von ihrer magischen und wehrhaften Großtante taucht Jentry in eine Welt von Dämonen, Geistern und dunklen Kreaturen ein, die sie bekämpfen muss.

## Synchronisation
Die deutsche Synchronisation entstand bei der FFS Film- & Fernseh-Synchron GmbH in München, unter der Dialogregie von Marie-Jeanne Widera und nach einem Dialogbuch von Janne von Busse und Marie-Jeanne Widera.
| Rolle             | Originalsprecher  | Deutsche Sprecher    |
| ----------------- | ----------------- | -------------------- |
| Jentry Chau       | Ali Wong          | Paulina Rümmelein    |
| Gugu              | Lori Tan Chinn    | Dorothea Anzinger    |
| Ed                | Bowen Yang        | Julian Manuel        |
| Chet              | Jonathan Melo     | Nicolai Mondschein   |
| Headless Herschel | Stephen Fu        | Gerd Meyer           |
| Left Lion         | SungWon Cho       | Dustin Peters        |
| Lillian           | Cristina Milizia  | Patricia Strasburger |
| Maz               | SungWon Cho       | René Oltmanns        |
| Melissa           | Dawn-Lyen Gardner | Marie-Jeanne Widera  |

## Produktion
Jentry Chau vs. The Underworld wurde von Netflix erstmals im März 2023 enthüllt. Die Produzenten waren Wong, Aron Eli Coleite, Chris Prynoski, Shannon Prynoski, Antonio Canobbio und Ben Kalina. Für den Schnitt war Amy Blaisdell verantwortlich.

## Veröffentlichung
Die Serie wurde am 5. Dezember 2024 auf Netflix veröffentlicht. Die ersten fünf Folgen wurden bereits im August geleakt.

## Soundtrack
Parallel zur Serie wurde am 5. Dezember auch ein Doppel-Soundtrack veröffentlicht. Der Soundtrack enthält die Filmmusik der Serie von Brian Kim und Originalsongs verschiedener Musik-Acts wie Jessi, eaJ und Katseye.

## Episodenliste
Die komplette Staffel wurde am 5. Dezember 2024 auf Netflix sowohl im Original als auch auf Deutsch erstveröffentlicht.
| Nr. (ges.) | Nr. (St.) | Deutscher Titel                                  | Originaltitel                | Regie                                                | Drehbuch                              |
| ---------- | --------- | ------------------------------------------------ | ---------------------------- | ---------------------------------------------------- | ------------------------------------- |
| 1          | 1         | Der schlimmste Geburtstag aller Zeiten           | Worst Birthday Ever          | Alexandria Kwan, Natasha Presler-Wicke, Hyunjoo Song | Echo Wu                               |
| 2          | 2         | Ein feuriges Geständnis                          | Fifteen Minutes of Flame     | Jackie Cole                                          | Saba Saghafi, Tiffany So              |
| 3          | 3         | Das Mädchen mit der Perle                        | Girl with a Pearl            | Natalie Wetzig, Mari Yang                            | Brittany Jo Flores                    |
| 4          | 4         | Die Schlacht um die Schlacht von Alamo           | Forget the Alamo             | Alexandria Kwan                                      | Peter Chen                            |
| 5          | 5         | Gui bist mein Märchenprinz                       | Some Gui My Prince Will Come | Jackie Cole                                          | Jade Chang                            |
| 6          | 6         | Ein Jahrmarkt der Gefühle                        | All's Fair in Love and War   | Alexandria Kwan                                      | Saba Saghafi Tiffany So               |
| 7          | 7         | Einmal Zhong und wieder zurück                   | Into the Zhong               | Natalie Wetzig, Mari Yang                            | Brittany Jo Flores                    |
| 8          | 8         | Fünfzehn-Finger-Rabatt                           | Fifteen Finger Discount      | Jackie Cole                                          | Peter Chen                            |
| 9          | 9         | Alle haben etwas davon                           | Everyone Wins                | Alexandria Kwan                                      | Jade Chang                            |
| 10         | 10        | Eine Nacht, die keiner so schnell vergessen wird | A Night with the Stars       | Natalie Wetzig, Mari Yang                            | Echo Wu, James Hamilton               |
| 11         | 11        | Die besten Absichten                             | Good Intentions              | Alexandria Kwan                                      | Echo Wu, James Hamilton               |
| 12         | 12        | Moonie-Phasen                                    | Moonie Phases                | Jackie Cole                                          | Ryan Harer, Tanchelle "Nikki" Hudgens |
| 13         | 13        | Die Schulübernachtung                            | Lock-In                      | Stanley Von Medvey                                   | James Hamilton, Echo Wu               |